# 奥真奈美
奥 真奈美（おく まなみ、1995年〈平成7年〉11月22日 - ）は、日本のファッションモデル・タレントであり、女性アイドルグループ・AKB48の元メンバーである。東京都出身。

## 略歴
2006年
- 2月26日、『第二期AKB48追加メンバーオーディション』に合格。
- 4月1日、AKB48劇場でのチームK初日公演において、公演デビュー。

2007年
- 7月18日、4thシングル「BINGO!」で当時の最年少記録（11歳237日）で選抜メンバー入りを果たした。後に松井珠理奈（SKE48・チームS）によって、この記録は破られ、後述の学業専念を理由に卒業したため、結果的にAKB48のシングルにおける最初で最後の選抜入りとなった[注 1]。

2009年
- 4月下旬からオスグッド・シュラッター病のため、劇場公演を休演していたが、7月26日の公演で3か月ぶりに復帰を果たした。
- 8月23日に開催された『読売新聞創刊135周年記念コンサート AKB104選抜メンバー組閣祭り』の夜公演にて、10月よりチームBに異動することが発表され、翌年5月21日に異動した。前所属のチームKと同様に、異動先のチームBでも最年少メンバーとなった。

2010年
- 5月12日に「おぐまなみ」名義で、アニメ『おじゃる丸』（NHK教育）のエンディング・テーマ「かたつむり」でソロCDデビュー。しかし、デビュー当初からプロフィール・アーティスト写真などは一切公表されず、同年8月8日に開催されたイベントで「おぐまなみ」が奥真奈美であることが正式に公表された[注 2]。これに伴い、大堀めしべ、増田有華に続くAKB48史上3人目のソロ歌手としてのCDデビューとなった。

2011年
- 2月21日、進学と学業への専念、「普通の生活に戻りたい」ことを理由に「桜の木になろう」劇場盤握手会をもって卒業することを発表[2][3][注 3]。
- 4月8日の『チームB 5th Stage「シアターの女神」』公演が卒業公演となり、約5年間の劇場公演の最後となった。
- 6月19日の「桜の木になろう」劇場盤握手会でAKB48としての活動と共に芸能活動を終了した。

2016年
- 4月1日にAKB48劇場で開催された『チームK 2期生10周年記念特別公演』において卒業以来初めて公の場に登場し、一部の楽曲に参加した[5]。

2018年
- 3月5日に芸能事務所・フレイヴ エンターテインメントに所属して芸能活動を再開することを公表した[6]。復帰のきっかけは、以前一緒に仕事をしていたスタッフに「まだ若いから」と誘われたことだった[7]。

2020年
- 1月31日をもって、契約満了に伴いフレイヴ エンターテインメントを退所した[8]。
- 7月19日、同月15日より芸能事務所・オスカープロモーションに所属したことを発表[9][10]。

2022年
- 芸能事務所・ウォークゼロに所属。

## 人物
- イタリアと日本のハーフ[6]。
- 大学では経済学と簿記を専攻していた[7]。

## AKB48在籍時の参加楽曲

### シングルCD選抜楽曲
- 「制服が邪魔をする」に収録
  - Virgin love - 「チームK」名義
- BINGO!
- 「夕陽を見ているか?」に収録
  - 夕陽を見ているか?（ひまわり2.0Mix）
- 「ロマンス、イラネ」に収録
  - ロマンス、イラネ（ひまわり 2nd 2.0Mix）
- 「大声ダイヤモンド」に収録
  - 大声ダイヤモンド (team K ver.) - 「チームK」名義
- 「RIVER」に収録
  - 君のことが好きだから - 「アンダーガールズ」名義
- 「ポニーテールとシュシュ」に収録
  - 盗まれた唇 - 「アンダーガールズ」名義
  - マジジョテッペンブルース
- 「Beginner」に収録
  - 僕だけのvalue - 「アンダーガールズ」名義
- 「チャンスの順番」に収録
  - ラブ・ジャンプ - 「チームB」名義
- 「桜の木になろう」に収録
  - 偶然の十字路 - 「アンダーガールズ」名義

### 劇場公演ユニット曲
チームK 1st Stage「PARTYが始まるよ」
- クラスメイト

 チームK 2nd Stage「青春ガールズ」
- 雨の動物園

 チームK 3rd Stage「脳内パラダイス」
- ほねほねワルツ

 ひまわり組 1st Stage「僕の太陽」
- アイドルなんて呼ばないで（小野恵令奈のスタンバイ）

 ひまわり組 2nd Stage「夢を死なせるわけにいかない」
- となりのバナナ（小野恵令奈のスタンバイ）

 チームK 4th Stage「最終ベルが鳴る」
- 初恋泥棒

 チームK 5th Stage「逆上がり」
- 愛の色

 チームB 5th Stage「シアターの女神」
- 初恋よ こんにちは
- 夜風の仕業（柏木由紀のソロユニットアンダー）

## 作品
AKB48のメンバーとしてはAKB48の関連作品を参照。

### シングル
| リリース日           | タイトル             | 最高 週間 順位       | 形式                 | レコードNo:          | 備考                 |
| Nippon Crownレーベル | Nippon Crownレーベル | Nippon Crownレーベル | Nippon Crownレーベル | Nippon Crownレーベル | Nippon Crownレーベル |
| -------------------- | -------------------- | -------------------- | -------------------- | -------------------- | -------------------- |
| 2010年5月12日        | かたつむり           | 圏外                 | 通常盤               | CRCA-1011            | おぐまなみ名義       |

## 出演

### テレビドラマ
- マジすか学園 第3話 - 第5話・最終話（2010年1月22日 - 2月5日・3月26日、テレビ東京） - まなまな 役
- 桜からの手紙 〜AKB48 それぞれの卒業物語〜（2011年2月26日 - 3月6日、日本テレビ） - 奥真奈美 役
- マジすか学園2 第4話（2011年5月6日、テレビ東京） - まなまな（回想） 役

### その他のテレビ番組
- からだであそぼ（2006年11月20日 - 2008年、NHK教育） - 板野友美、小野恵令奈、増山加弥乃と共に「ほね組 from AKB48」として「ほねほねワルツ」を歌った。

### 広告
- リトルミスマッチ（2008年） - イメージキャラクター